# Polarize
Polarize è un brano musicale del duo musicale statunitense Twenty One Pilots, pubblicato nel loro quarto album in studio Blurryface nel 2015.

## Descrizione
Decima traccia di Blurryface, il brano è stato prodotto da Mike Elizondo ai Can Am di Tarzana, in California, insieme a Stressed Out, Hometown e Not Today, ed è scritto come di consueto dal cantante del duo Tyler Joseph.
Come Ride, Lane Boy e Message Man, Polarize è un brano prettamente reggae, ed è incentrato sulla negatività di alcuni comportamenti o abitudini di Joseph.

## Formazione
Twenty One Pilots
- Tyler Joseph – voce, basso synth, programmazione, tastiera
- Josh Dun – batteria

Altri musicisti
- Mike Elizondo – basso, basso synth, tastiera

Produzione
- Mike Elizondo – produzione
- Adam Hawkins – ingegneria del suono
- Brent Arrowood – assistenza tecnica

## Classifiche
| Classifica (2015)  | Posizione massima |
| ------------------ | ----------------- |
| Stati Uniti (rock) | 31                |